# Ивкина, Анна Фёдоровна
Анна Фёдоровна Ивкина —доярка колхоза «Дело Октября» Ижевского района Рязанской области. Герой Социалистического Труда.

## Биография
Родилась в 1911 году в селе Ижевское. Член ВКП(б) с 1955 года.
В 1925—1966 гг. — крестьянка в личном хозяйстве, колхозница, бригадир полеводческой бригады, доярка в колхозе «Дело Октября», домработница в Москве, доярка, руководитель овцефермы колхоза «Дело Октября» Ижевского района Рязанской области.
Указом Президиума Верховного Совета СССР от 21 августа 1953 года за достижение высоких показателей в животноводстве в 1952 году при выполнении колхозом обязательных поставок и контрактации сельскохозяйственной продукции, натуроплаты за работу МТС и плана прироста поголовья по каждому виду продуктивного скота и птицы Астаховой Анне Яковлевне присвоено звание Героя Социалистического Труда с вручением ордена Ленина и золотой медали «Серп и Молот».
Избиралась депутатом Верховного Совета СССР 5-го и 6-го созывов.
Умерла в 1983 году в селе Ижевском.